# Идиопатическая кальцификация базальных ганглиев 1
Идиопатическая кальцификация базальных ганглиев 1 (синдром Фара) характеризуется накоплением кальция в различных областях мозга, преимущественно в базальных ганглиях. Деградация функций нервной системы у пациентов с синдромом становится заметной в возрасте от 30 до 50 лет, но может появиться в детстве или в более позднем возрасте.
Симптомы заболевания — деградация двигательных функций, деменция, судороги, головная боль, утомляемость, дизартрия, мышечная спастичность, атетоз. Также могут отмечаться симптомы паркинсонизма — тремор, ригидность мышц, маскоподобное лицо, шаркающая походка, «катающие» движения пальцев; такие симптомы обычно развиваются на поздних стадиях. Чаще наиболее заметна дистония и хорея. Также может развиваться психоз, в том числе напоминающий шизофрению.

## Причины
Причины заболевания неизвестны. Отмечается ассоциация с одним участком на q-плече 14-й хромосомы.

## История
Название «синдром Фара» связано с описанием случая кальцификации структур мозга, представленного в 1930 году немецким неврологом Карлом Теодором Фаром. В наше время предполагается, что пациент, описанный Фаром, не имел этого синдрома.